# WRC 9 FIA World Rally Championship
WRC 9 FIA World Rally Championship (o anche WRC 9 ) è un simulatore di guida prodotto da Kylotonn e Bigben Interactive, basato sul Campionato del mondo rally 2020, con licenza ufficiale. È il seguito di WRC 8 FIA World Rally Championship ed è stato pubblicato il 3 settembre 2020. È il quarto videogioco della serie prodotto anche per le console di ottava generazione.

## Auto classiche e bonus
In questo nuovo videogame vengono aggiunte anche 2 auto classiche oltre a quelle bonus che c'erano già nel gioco di prima.

### Auto classiche
- Ford Escort RS1800
- Ford Focus WRC
- Lancia Stratos
- Lancia 037
- Lancia Fulvia
- Lancia Delta HF Integrale
- Alpine A110
- Audi Quattro
- Volkswagen Polo R WRC
- Citroën Xsara WRC
- Toyota Corolla WRC

### Auto bonus
- Citroën C3 WRC
- Proton Iriz
- Porsche 911

## Novità nel calendario
In questo videogioco a differenza del calendario rimasterizzato non vengono aggiunti i rally di: Rally Estonia, ACI Rally Monza e Renties Ypres Rally Belgium che prendono il posto di: Argentina, Portogallo, Kenya, Finlandia, Nuova Zelanda, Germania, Gran Bretagna e Giappone cancellati a causa della pandemia del Coronavirus.

## Calendario originale
- 88ème Rallye Automobile de Monte-Carlo
- 69th Rally Sweden
- 17º Rally Guanajuato México
- 40º SpeedAgro Rally Argentina
- 54º Vodafone Rally de Portugal
- 17º Rally Italia Sardegna
- 68th KCB Safari Rally Kenya
- 70th Neste Rally Finland
- 45th Rally New Zealand
- 13th Rally Turkey Marmaris
- 38. ADAC Rallye Deutschland
- 76th Wales Rally GB
- 7th Rally Japan